# Démonstration de Furstenberg de l'infinité des nombres premiers
En théorie des nombres, la démonstration de Furstenberg de l'infinitude de l'ensemble des nombres premiers procède en définissant une topologie particulière sur l'ensemble des entiers relatifs,. Publiée en 1955 alors que Hillel Furstenberg n'était encore qu'un étudiant undergraduate de la Yeshiva University, elle faisait moins de dix lignes. Contrairement à la démonstration d'Euclide, celle de Furstenberg est non effective car elle équivaut à un raisonnement par l'absurde.

## Démonstration de Furstenberg
Furstenberg définit une topologie sur l'ensemble ℤ des entiers relatifs, en prenant pour base d'ouverts les progressions arithmétiques sur ℤ, c'est-à-dire les ensembles de la forme
{\displaystyle S(a,b)=\{an+b\,|\,n\in \mathbb {Z} \}=a\mathbb {Z} +b,}
pour a ≠ 0 et b entiers.
Les axiomes d'une base de topologie sont aisément vérifiés :
- ℤ est recouvert par les S(a, b) (il est même égal à l'un d'entre eux : la suite S(1, 0)) ;
- tout entier x commun à deux suites S(a1, b1) et S(a2, b2) appartient à une sous-suite commune S(a, b) (en prenant pour a le plus petit commun multiple de a1 et a2 et pour b, l'élément x).

Cette topologie a deux propriétés remarquables :
1. Puisque tout ouvert non vide contient une suite infinie, aucun ensemble fini non vide n'est ouvert ; autrement dit, le complémentaire d'un ensemble fini non vide ne peut être un ensemble fermé.
2. Les ensembles de base S(a, b) sont à la fois ouverts et fermés : ils sont ouverts par définition, et on peut écrire S(a, b) comme le complémentaire d'un ensemble ouvert de la manière suivante :

{\displaystyle S(a,b)=\mathbb {Z} \setminus \bigcup _{j=1}^{a-1}S(a,b+j).}
Les seuls entiers qui ne sont pas des entiers multiples d'un nombre premier sont −1 et +1, c'est-à-dire que
{\displaystyle \bigcup _{p\mathrm {\,premier} }S(p,0)=\mathbb {Z} \setminus \{-1,+1\}.}
D'après la première propriété, cet ensemble n'est pas fermé. Ce n'est donc pas une réunion finie de fermés. Or d'après la seconde propriété, les ensembles S(p, 0) sont fermés. Donc la réunion ci-dessus n'est pas finie, c'est-à-dire qu'il existe une infinité de nombres premiers.

## Reformulation sans topologie
La démonstration peut être reformulée sans topologie, en utilisant essentiellement le fait qu'une intersection finie de progressions arithmétiques est vide ou infinie, et donc qu'il en est de même pour une réunion finie de telles intersections.